# Jocelyn Blanchard
Jocelyn Blanchard (Béthune, 28 mei 1972) is een Franse oud-voetballer die tot 2010 voor de Oostenrijkse tweedeklasser SK Austria Kärnten uitkwam. Eerder speelde hij onder andere voor FC Metz, Juventus, RC Lens (1999-2003) en Austria Wien (2003-2009). 
In 1996 won hij met Metz de Coupe de la Ligue en in 2006 werd hij landskampioen met Austria Wien. Met Austria won hij de Oostenrijkse beker in 2005, 2006, 2007 en 2009.

## Erelijst
FC Metz
- Coupe de la Ligue

1996
 Austria Wien
- Oostenrijks landskampioen

2006
- Oostenrijks bekerwinnaar

2005, 2006, 2007, 2009
- Oostenrijkse Supercup

2004